# روبن ويلسون
روبن ويلسون (بالإنجليزية: Robin Wilson)‏ هو مغن مؤلف وملحن أمريكي، ولد في 12 يوليو 1965 في ديترويت في الولايات المتحدة.

## وصلات خارجية
- روبن ويلسون على موقع IMDb (الإنجليزية)
- روبن ويلسون على موقع ميوزك برينز (الإنجليزية)
- روبن ويلسون على موقع ميوزك برينز (الإنجليزية)
- روبن ويلسون على موقع أول ميوزيك (الإنجليزية)
- روبن ويلسون على موقع ديسكوغز (الإنجليزية)
- روبن ويلسون على موقع ديسكوغز (الإنجليزية)